# Sabadel-Latronquière
Sabadel-Latronquière – miejscowość i gmina we Francji, w regionie Oksytania, w departamencie Lot.
Według danych na rok 1990 gminę zamieszkiwało 112 osób, a gęstość zaludnienia wynosiła 9 osób/km² (wśród 3020 gmin regionu Midi-Pireneje Sabadel-Latronquière plasuje się na 951. miejscu pod względem liczby ludności, natomiast pod względem powierzchni na miejscu 920.).